# Valkare
För ett ålderdomligt yrke, se Valkning
Valkare (Polyphylla fullo) är en skalbaggsart som beskrevs av Carl von Linné 1758. Enligt Catalogue of Life ingår valkare i släktet Polyphylla och familjen Melolonthidae, men enligt Dyntaxa är tillhörigheten istället släktet Polyphylla och familjen bladhorningar. Arten förekommer tillfälligt i Sverige, men reproducerar sig inte. Utöver nominatformen finns också underarten P. f. tuerkmenoglui.

## Bildgalleri

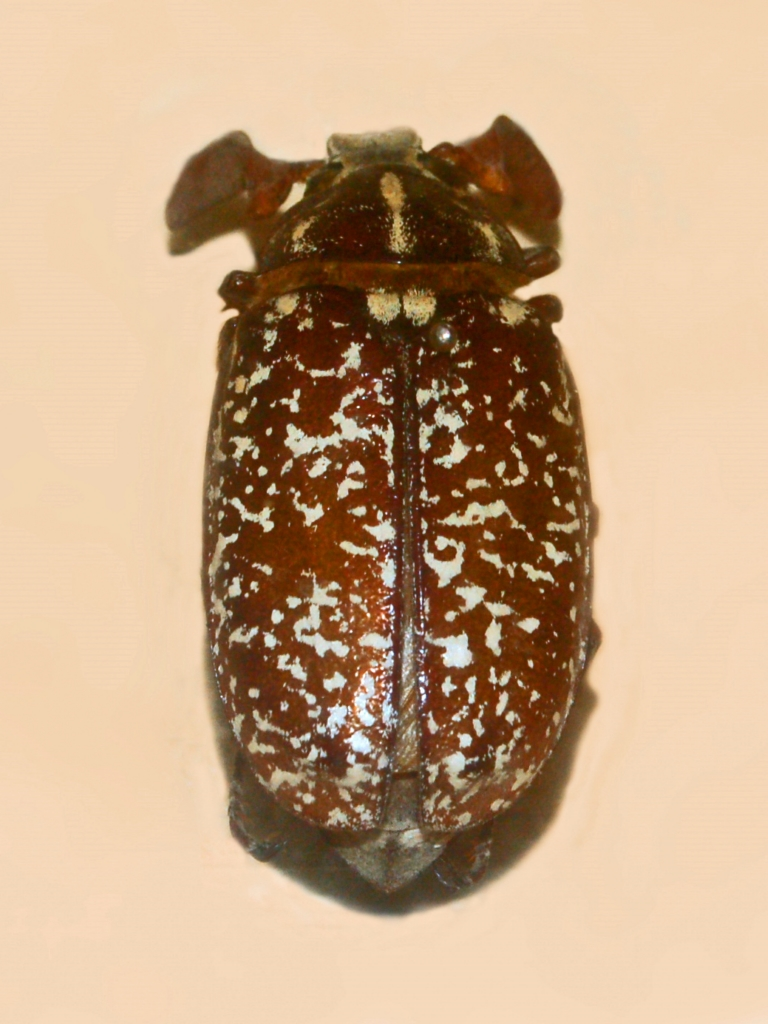
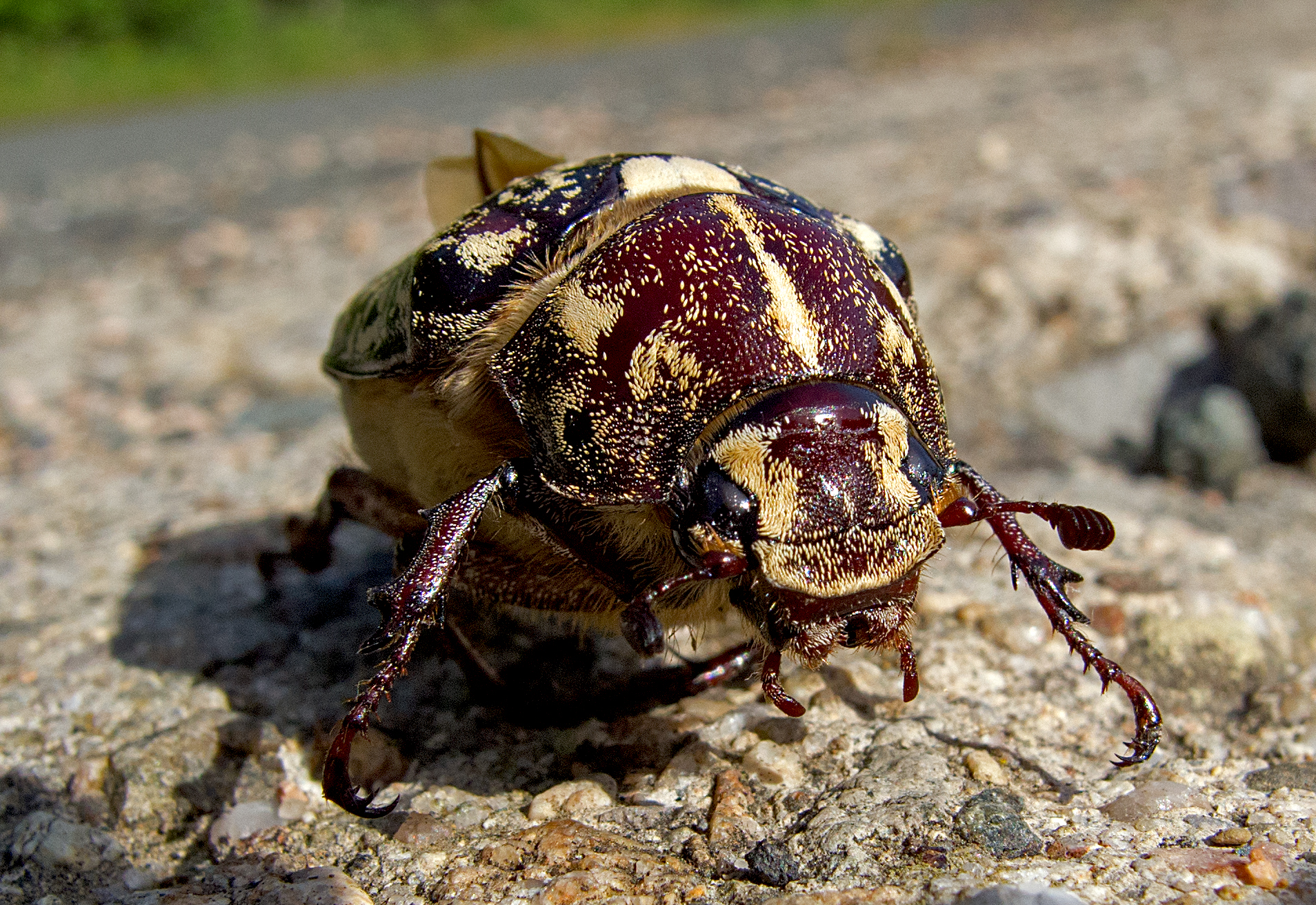
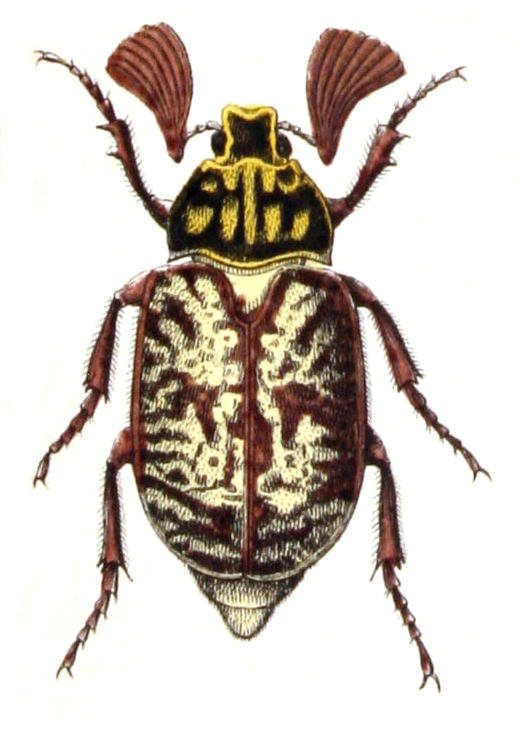
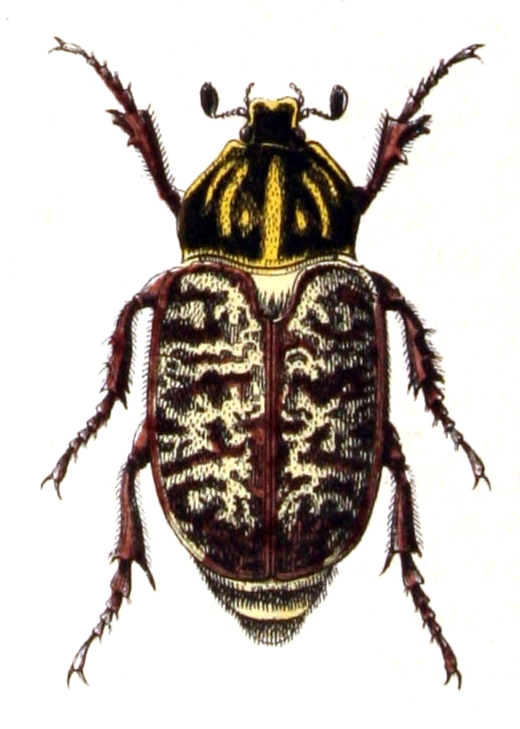